# Wartin Pantois
 (juin 2025).
Wartin Pantois est le pseudonyme d'un artiste québécois d'abord connu pour ses interventions engagées, éphémère, hors-mur et in-situ en street art dans le quartier Saint-Roch à Québec, au Canada. Sociologue de formation, il traite de thématiques sociales et exprime un point de vue critique dans la plupart de ses interventions artistiques. Son art de rue s'apparente à celui de Banksy, Ernest Pignon Ernest ou JR. Wartin Pantois a créé et présenté des œuvres au Canada, au Portugal, en Allemagne, en France et aux États-Unis. En 2019, une de ses œuvres entre à l’Assemblée nationale du Québec dans l’exposition permanente « Insiprer » consacrée à l’art agissant sur la société. En 2020, il reçoit une bourse de recherche et création du Conseil des arts du Canada. Son travail est couvert par les médias locaux et nationaux.

## Techniques
Ses œuvres dans l'espace public prennent généralement la forme de collages photographiques magnifiés à la feuille d'or et de peintures sur papier marouflé sur mur. Il y présente des personnages et des scènes à l'échelle humaine. Il introduit également des éléments perturbateurs en trois dimensions dans l'espace public, des ready-made notamment. Wartin Pantois présente aussi des installations dans des espaces intérieurs non  conventionnels et centres d'artistes. Donnant la parole à des citoyens à travers ses œuvres, plusieurs de celles-ci sont accompagnées de documents audio.

## Principales œuvres

### 2020
- Questions sans réponse (Je n'ai rien contre les œuvres autodestructives), art infiltrant, collage sur affiche publicitaire, Musée d’art contemporain de Montréal, Montréal, Canada, août 2020
- Le ruissellement, collage sur mur, photographie noir et blanc, feuille d’or, Québec et Lévis, juillet 2020 (avec la collaboration du philosophe Alain Deneault à l'occasion d'une entrevue  exclusive sur les causes systémiques des inégalités sociales)
- La ruelle du Grand Peuplier, collage sur mur en cinq scènes, quartier Montcalm, Québec, Canada, juillet 2020
- Page blanche, collage clandestin sur panneau publicitaire, photographie noir et blanc sur papier, Québec, Canada, juin 2020
- L'abandon, installation extérieure dans un lieu abandonné, Québec, Canada, avril 2020
- Grisaille, installation sonore, toiles, bâche industrielle, courroie de polypropylène et dispositif audio, Théâtre de la Bordée, Québec, Canada, du 25 février au 15 mars 2020

### 2019
- Famille, installation intérieure, enseignes lumineuses, Théâtre de la Bordée, Québec, Canada, du 29 octobre au 23 novembre 2019
- Territoires - Visiteurs de la Matanie, installation photographique, Quartier général de l'événement Phos, usine désaffectée Canadelle, Matane, Canada, 2019
- L'incendie, collage sur mur intérieur, Bibliothèque Gabrielle-Roy, Québec, Canada, 2019
- Nothing to declare, personnage photographique autoportant, Times Square, New York, États-Unis, 2019
- Manifestation, collage sur bois, événement Turbulences sociales, Québec, Canada, 2019

- La beauté sauvera le monde, collage sur mur, photographies noir et blanc sur papier et feuilles d’or, Théâtre de la Bordée, Québec, Canada, 2019

- Points de vue, art furtif, autocollants, codes QR et capsules audio, Manif d’art 9 – La biennale de Québec, Québec, Canada. 2019

- Avant l'incendie, installation artistique, impressions numériques, peinture sur mur, objets inflammables, feuille d’or et dispositif audio, Centre des arts actuels Skol, Montréal, Canada, 28 février au 6 avril 2019

### 2018
- Fragments, installation artistique, projection photographique sur immeuble, Nantes, France, 2018
- Migrations[9], installation artistique, ready-made, tentes, éclairage et dispositif audio, Square Méliès, Nantes, France, 2018
- Grand Motel Squat[10], installation artistique, ready-made, enseigne lumineuse sur immeuble abandonné, Saint-Roch, Québec, Canada, 2018
- La fabrique des perdants[11], collage sur mur, photographies noir et blanc sur papier et feuilles d’or, Regart centre d’artistes en art actuel, Lévis, Canada, 2018
- À la poubelle[12], installation artistique, ready-made, poubelle, feuille d’or et dispositif sonore, Université populaire du Centre de recherche Cultures Arts Sociétés (CELAT), place de l’Université-du-Québec, Québec, Canada, 2018
- Le groupe des sept[13], installation artistique, collage sur pavé, lingot de plâtre et feuille d’or, Québec, Canada, 2018
- Cadrature / sortir du cadre[14], Collage sur mur, événement Post- de Folie/Culture, Québec, Canada, 2018
- Amour[15], collage sur murs, quartier Saint-Jean-Baptiste, Québec, Canada, 2018
- Québec 1918 : le centenaire des émeutes contre la conscription[16], peinture sur papier marouflé sur mur, Saint-Roch, Québec, Canada, 2018

### 2017
- Ensemble[17], collage sur mur, Saint-Roch, Québec, Canada, 2017
- Ouvriers[18], installation in situ, peintures sur papier marouflé sur murs, usine désaffectée SPEMAFA - VEB Spezialmaschinenfabrik, Chemnitz, Allemagne, 2017.
- Que tombent les masques, collages sur murs, Lisbonne, Portugal, 2017
- Masques noirs : le pouvoir à contre-jour, installation in situ, collages sur murs, Córtex Frontal, Arraiolos, Portugal,
- Nos masques numériques, Collage sur mur, Grande place, Arraiolos, Portugal, 2017
- Printemps mémoire, installation artistique nomade, Montréal et Québec, Canada, 2017
- Santé pour tous[19], collages sur murs, Saint-Roch, Québec, Canada, 2017
- Horizons[20], installation in situ, collages sur murs, Le Cercle-Lab vivant, Québec, Canada, 2017

### 2016
- Sans-abri[21], collages sur mur, Place de l’Université-du-Québec, Québec, Canada, 2016
- Expulsés[22], collages sur porte, Saint-Roch, Québec, Canada, 2016
- Frappe la mort[23], peinture aérosol sur asphalte, Saint-Roch, Québec, Canada, 2016
- L'inhibition du monolithe, installation, bois, bâche industrielle, corde de polypropylène et film de polyéthylène, Îlot Fleurie, Québec, Canada, 2016

### 2015
- Hommage à Jean Pierre Raynaud[24], Peinture aérosol sur mur, Petit-Champlain et Saint-Roch, Québec, Canada, 2015

### 2014
- Embellissons notre quartier[25], collages sur immeuble abandonné, Saint-Roch, Québec, Canada, 2014